# Wawrzyniec Styczeń
Wawrzyniec Justyn Styczeń (ur. 5 stycznia 1836 w Woli Drwińskiej koło Bochni, zm. 29 maja 1908 w Niepołomicach) – polski działacz społeczny, adwokat, prezes krakowskiego oddziału Towarzystwa Gimnastycznego "Sokół", współzałożyciel Towarzystwa Miłośników Historii i Zabytków Krakowa, radny Rady Miejskiej Krakowa.
Pochodził z rodziny chłopskiej, był synem Wincentego. Nauki początkowe pobierał prawdopodobnie w Woli Drwińskiej, by w 1854 zostać uczniem krakowskiego Gimnazjum św. Anny, gdzie po pięciu latach uzyskał świadectwo dojrzałości. W latach 1859–1863 studiował na Wydziale Prawa Uniwersytetu Jagiellońskiego, kończąc naukę absolutorium; dopiero w sierpniu 1869, po złożeniu czterech obowiązkowych egzaminów, uzyskał stopień doktora praw.
Styczeń osiadł w Krakowie na stałe, wchodząc w posiadanie domu przy ulicy Karmelickiej (po jego sprzedaniu mieszkał na ulicy Sławkowskiej). Otworzył kancelarię adwokacką i prowadził ją z powodzeniem, z czasem zyskał opinię jednej z "najwybitniejszych osobistości palestry krakowskiej". Przez wiele lat pełnił funkcję prezesa Izby Adwokackiej, był także członkiem senatu dyscyplinarnego przy Izbie Adwokackiej (w obrębie krakowskiego Sądu Krajowego). 
Aktywnie udzielał się społecznie; po utworzeniu w maju 1885 oddziału Towarzystwa Gimnastycznego "Sokół" w Krakowie został jego członkiem, a po rezygnacji pierwszego prezesa Michała Bałuckiego w 1886 stanął na jego czele. Przez pewien czas pełnił funkcję wiceprezesa Zarządu Związku Sokolego we Lwowie. Styczeń zaangażował się w działania na rzecz budowy siedziby krakowskiego "Sokoła", zorganizował akcję gromadzenia środków i pozyskał od miasta grunt, dzięki czemu po półrocznej budowie w listopadzie 1889 oddano do użytku siedzibę Towarzystwa przy ulicy Wolskiej; w ciągu kolejnego roku prowadzono prace wykończeniowe, a w 1894 gmach rozbudowano. Pod kierownictwem Stycznia obok sekcji gimnastycznej powstały oddziały szermierki, wioślarstwa, jazdy konnej i kolarstwa. Nawiązano współpracę z czeskim "Sokołem" z Pragi, w 1894 krakowianie uczestniczyli w pokazach na wystawie krajowej we Lwowie, a w czerwcu 1896 w Krakowie miał miejsce trzydniowy zlot polskiego sokolstwa, z udziałem przedstawicieli Galicji, Wielkopolski, także Czech i Ameryki. W 1894 krakowski oddział "Sokoła" liczył 1200 członków, wśród których nie brakowało lekarzy, ziemian, kupców, artystów. Styczeń, za zasługi szczególnie przy powstawaniu siedziby Towarzystwa obdarzony godnością członka honorowego, odszedł ze stanowiska prezesa w 1898 w związku z konfliktem z innymi członkami władz co do przyszłości organizacji; zastąpiony został przez Władysława Turskiego.
Od czerwca 1887, przez prawie 15 lat, zasiadał w Radzie Miejskiej Krakowa. Mandat uzyskał w tzw. Kole I (Kole Inteligencji). Pracował w sekcji gospodarczej i sekcji prawniczej, od 1891 był członkiem komisji "do zachęcania cudzoziemców do zwiedzania miasta Krakowa i jego okolic". Bliska mu była troska o podnoszenie poziomu estetycznego miasta i w listopadzie 1896 został zaproszony przez Stanisława Krzyżanowskiego na spotkanie zasłużonych krakowian w archiwum miejskim, które zaowocowało powstaniem Towarzystwa Miłośników Historii i Zabytków Krakowa.
W latach 1887–1890 był członkiem Wielkiego Wydziału Kasy Oszczędności Miasta Krakowa za prezydentury Feliksa Szlachtowskiego. Później w tym samym charakterze miał okazję współpracować z prezydentem Krakowa Józefem Friedleinem. Był członkiem Arcybractwa Miłosierdzia i Banku Pobożnego, którym służył pomocą także jako radca Wydziału Prawnego. Analogicznie udzielał się w innej lokalnej instytucji charytatywnej — Towarzystwie Dobroczynności. Należał do Towarzystwa Strzeleckiego (Bractwa Kurkowego).

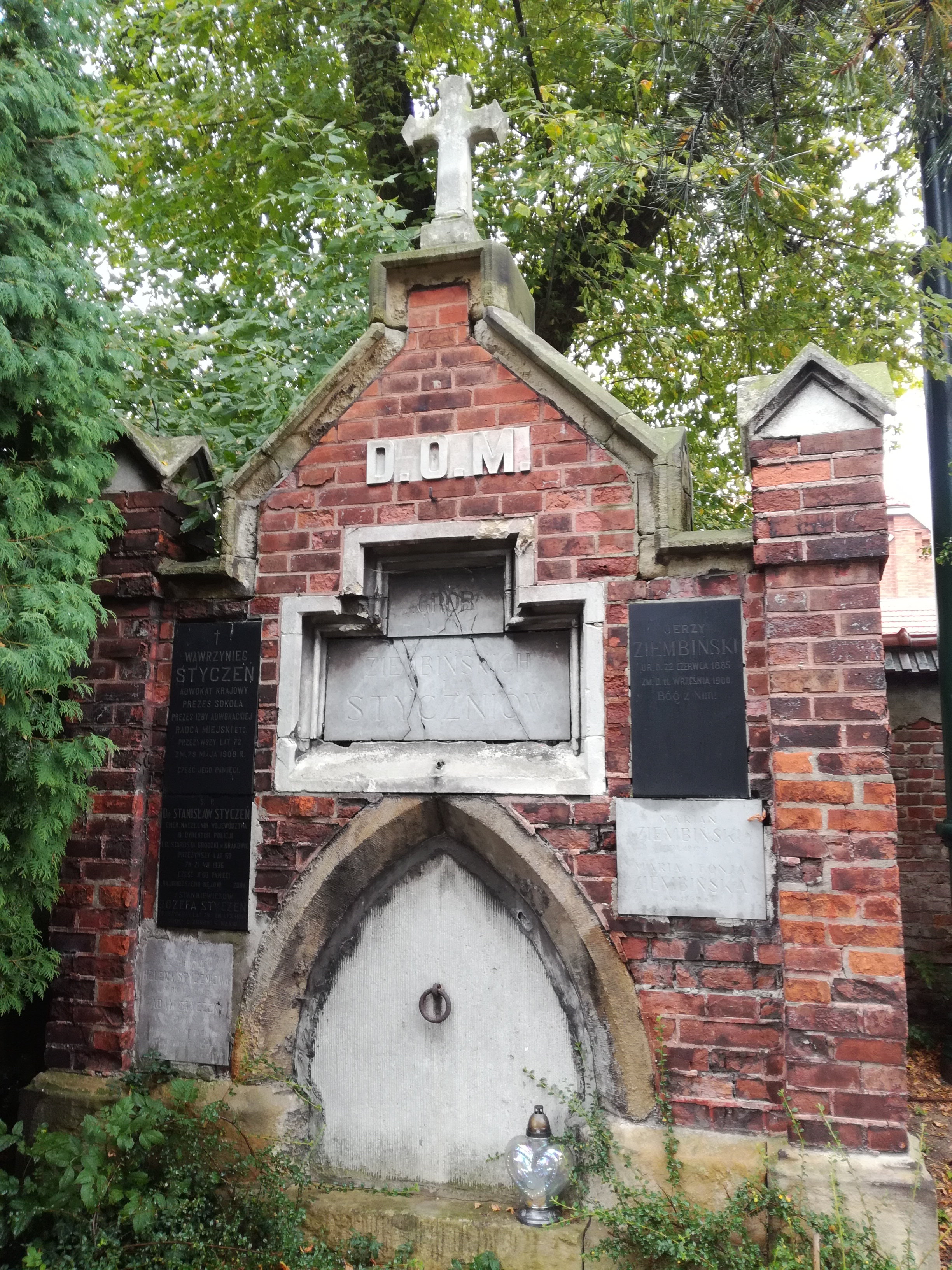
Grób Wawrzyńca Stycznia na cmentarzu Rakowickim

Na przełomie 1904 i 1905 Styczeń opuścił Kraków, przenosząc swoją kancelarię do Niepołomic. Był tam także radcą Sądu Powiatowego. Zmarł w Niepołomicach 29 maja 1908, pochowany został na cmentarzu Rakowickim w Krakowie w grobowcu rodziny Ziembińskich (z której pochodziła jego żona); na grobowcu podano błędną datę urodzenia — 1837. 
Z małżeństwa z Heleną Ziembińską (ur. 1850 w Krakowie), zawartego krótko po 1870, miał czworo dzieci: córkę Marię (ur. 1873) oraz synów Stanisława (ur. 1876), Aleksandra (ur. 1878) i Adama (ur. 1889).